# Черткоев, Дато Нодарович
Дато Нодарович Черткоев (род. 1 апреля 1999, Владикавказ, Россия) — российский футболист, полузащитник «Алании».

## Карьера
Воспитанник волгоградской КОР им. Родимцева. Профессиональную карьеру начинал в «Афипсе». В 2018—2019 годах защищал цвета «Черноморца». В 2019 году перешёл в клуб «Олимп-Долгопрудный», с которым в 2021 году завоевал золотые медали первенства Второй лиги. После выхода клуба в Первую лигу перебрался в нальчикский «Спартак». В 2023 году переехал в Армению, где пополнил ряды «Вест Армении», с которой завоевал путёвку в Премьер-Лигу. В элитном дивизионе дебютировал 7 августа в матче против «Алашкерта» (1:4), заменив на 59-й минуте Эдсона Мвиджаге. В 2024 году защищал цвета белорусской «Белшины». В феврале 2025 года подписал контракт с «Аланией».

## Достижения
- Победитель Первой лиги Армении: 2022/23
- Победитель 2-й группы Второй лиги России: 2020/21
- Серебряный призёр Второй лиги России (2): 2017/18 (зона «Юг»), 2019/20 (зона «Запад»)